# Korean Basketball League 2018/19
Die Saison 2018/19 ist die 23. Spielzeit der südkoreanischen Vereinsbasketballliga der Herren. Die Hauptrunde startet am 13. Oktober 2018 und endet voraussichtlich am 19. März 2019 mit dem 54. und letzten Spieltag. Daran schließt sich als Nachsaison die Finalrunde der bestplatzierten Mannschaften um die südkoreanische Meisterschaft an, die ausgespielt als Play-off-Serien im Modus Best-of-Five werden. Als amtierender Meister ging der Wonju DB Promy in die Saison.

## Mannschaften
| Team                                  | Stadt    | Halle                                | Plätze      |
| ------------------------------------- | -------- | ------------------------------------ | ----------- |
| Wonju DB Promy                        | Wonju    | Wonju-Arena                          | 4.600       |
| Seoul SK Knights                      | Seoul    | Jamsil-Studenten-Arena               | 7.117       |
| Seoul Samsung Thunders                | Seoul    | Jamsil-Arena                         | 11.069      |
| Jeonju KCC Egis                       | Jeonju   | Jeonju-Arena Gunsan-Wallmyeong-Arena | 4.730 4.200 |
| Ulsan Hyundai Mobis Phoebus           | Ulsan    | Ulsan-Dongcheon-Arena                | 5.831       |
| Anyang KGC Ginseng Corporation Pro BC | Anyang   | Anyang-Arena                         | 6.690       |
| Incheon ETLand Elephants              | Incheon  | Samsan-World-Arena                   | 7.500       |
| Goyang Orion Orions                   | Goyang   | Goyang-Arena                         | 6.216       |
| Changwon LG Sakers                    | Changwon | Changwon-Arena                       | 6.000       |
| Busan KT Sonicboom                    | Busan    | Sajik-Arena                          | 14.099      |

## Tabelle
- Bei Punktgleichheit entscheidet der direkte Vergleich
- Stand: 21. Oktober 2018
- in Klammern: M = Meister der Vorsaison

| #  | Team                                  | Siege | Niederlagen | Punkte | Körbe   |
| -- | ------------------------------------- | ----- | ----------- | ------ | ------- |
| 1  | Ulsan Hyundai Mobis Phoebus           | 4     | 0           | 8–0    | 415:315 |
| 2  | Incheon ETLand Elephants              | 3     | 1           | 6–2    | 348:304 |
| 3  | Jeonju KCC Egis                       | 3     | 1           | 6–2    | 327:313 |
| 4  | Goyang Orion Orions                   | 2     | 2           | 4–4    | 325:342 |
| 5  | Busan KT Sonicboom                    | 2     | 2           | 4–4    | 345:379 |
| 6  | Seoul SK Knights                      | 2     | 3           | 4–6    | 371:418 |
| 7  | Changwon LG Sakers                    | 1     | 2           | 2–4    | 289:272 |
| 8  | Anyang KGC Ginseng Corporation Pro BC | 1     | 2           | 2–4    | 278:282 |
| 9  | Seoul Samsung Thunders                | 1     | 3           | 2–6    | 329:376 |
| 10 | Wonju DB Promy (M)                    | 1     | 4           | 2–8    | 451:477 |

## Statistik
| Platz                   | Mannschaft                  | Heimspiele | Zuschauer | pro Spiel |
| ----------------------- | --------------------------- | ---------- | --------- | --------- |
| 01.                     | Changwon LG Sakers          | 1          | 5.188     | 5.188     |
| 02.                     | Seoul SK Knights            | 2          | 8.361     | 4.181     |
| 03.                     | Goyang Orion Orions         | 1          | 3.470     | 3.470     |
| 04.                     | Busan KT Sonicboom          | 2          | 6.078     | 3.039     |
| 05.                     | Incheon ETLand Elephants    | 3          | 8.727     | 2.909     |
| 06.                     | Jeonju KCC Egis             | 2          | 5.048     | 2.524     |
| 07.                     | Wonju DB Promy              | 4          | 9.450     | 2.363     |
| 08.                     | Ulsan Hyundai Mobis Phoebus | 2          | 4.273     | 2.137     |
| 09.                     | Anyang KGC                  | 2          | 3.875     | 1.938     |
| 10.                     | Seoul Samsung Thunders      | 0          | 0         | 0         |
| Gesamt                  | Gesamt                      | 200        | 54.4700   | 02.724    |
| Stand: 21. Oktober 2018 |                             |            |           |           |